# Steve Soper
Steve Soper (Greenford, Londres; 27 de septiembre de 1951) es un piloto de automovilismo británico, especializado en carreras de resistencias y de turismo. Ganó las 24 Horas de Spa en 1992 y 1995 y las 24 Horas de Nürburgring en 1987, fue campeón del Campeonato Japonés de Turismos en 1995, y subcampeón del Campeonato Británico de Turismos en 1993, del Campeonato Europeo de Turismos en 1988, del Campeonato FIA GT 1997, y del Campeonato Alemán de Superturismos en 1996.

## Trayectoria
En 1980, participó en el Copa Ford Fiesta y ganó el campeonato en su primer intento y el año siguiente ganó el Desafío MG, antes de debutar al Campeonato Británico de Turismos en 1982.
En su temporada debut en el BTCC, a bordo de un Austin Metro, terminó tercero en el campeonato. El año siguiente logró 5 victorias, y 8 podios, para que coronarse campeón de la BTCC, pero fue descalificado del campeonato porque Rover fue considerada ilegal, debido a irregularidades en el motor; aparte terminó en el puesto 18 en la general de las 24 Horas de Le Mans, conduciendo un Mazda, junto a los británicos Jeff Allam, y James Weaver. En 1984 y 1985, participó en tres carreras de la BTCC, ganando una carrera en Thruxton en 1984.
En 1987, compitió en la temporada inaugural del Campeonato Mundial de Turismos; logró una victoria y 4 podios para concluir quinto en el campeonato; además fue ganador de las 24 Horas de Nürburgring, junto con los alemanes Klaus Ludwig, y Klaus Niedzwiedz. En 1988, fue subcampeón del Campeonato Europeo de Turismos, logrando 6 victorias. En estos dos años, siempre compitió con la marca Ford.
En 1989, empezó su larga asociación con la marca BMW, vínculo que terminaría en el 2000.
En 1989, terminó quinto en el DTM con dos victorias, y 5 podios. En 1990 siguió en el campeonato alemán, donde terminó cuarto con dos victorias y 7 podios; aparte participó del Italian Touring Car Championship, donde sumo 3 podios, para terminar en el puesto 13 en el claisifacion general. El año siguiente, en adición a otra temporada en el DTM, disputaría gran parte de la temporada de la BTCC; terminó quinto y cuarto en ambos campeonatos respectivamente. 
En 1992, ganó las 24 Horas de Spa junto con Jean-Michel Martin y Christian Danner, mientras tanto en su último año en el DTM, consiguió dos victorias, pero terminó noveno en la clasificación, y en la BTCC no logró victorias, consiguió 4 podios para terminar sexto en ese campeonato. Logró el subcampeonato del Campeonato Británico de Turismos en 1993 con 3 victorias, y 8 podios.
Soper no fue tan competitivo en la BTCC el año siguiente, concluyendo séptimo, logrando una victoria; si lo fue en ese año en el Campeonato Japonés de Turismos, con 5 victorias y 9 podios terminó tercero en el campeonato. Fue campeón del Campeonato Japonés de Turismos, y ganador de las 24 horas de Spa junto a Joachim Winkelhock y Peter Kox en 1995; en esos dos años, disputó la Copa Mundial de Turismos, donde terminó segundo en 1994 y tercero en 1995.
En 1996, Soper se unió al Campeonato Alemán de Superturismos, logró 3 victorias, 3 pole positions, y  10 podios, pero solo le sirvió para conseguir el subcampeonato. Además volvió a competir en la 24 horas de Le Mans, donde terminó en el puesto 11 en la general. El año siguiente ocupó el segundo lugar en el Campeonato FIA GT, y fue ganador de la Carrera Guía en Macao, y de las Mil Milhas Brasileiras. En 1998, disputó cuatro carreras del Campeonato de la FIA de Sport Prototipos, donde logró dos podios. En 1999 disputó la American Le Mans Series donde terminó quinto, y en las 24 Horas de Le Mans terminó quinto en la general.
Con el vínculo con BMW terminado en 2000, en 2001, hizo sorpresa al volver al Campeonato Británico de Turismos con Peugeot. El coche no era tan competitivo como el Vauxhall Astra, por lo que Soper terminó sexto en el campeonato, sin embargo se le aconsejó retirarse por razones médicas después de una fuerte choque en la fecha final. En 2013, Soper anunció planes y la autorización médica para correr de nuevo.

## Resultados en la 24 horas de Le Mans
| Año  | Equipo                                 | Pilotos                           | Auto           | Clase | Vueltas | Gral. | Clase Pos. |
| ---- | -------------------------------------- | --------------------------------- | -------------- | ----- | ------- | ----- | ---------- |
| 1983 | Mazdaspeed                             | Jeff Allam James Weaver           | Mazda 717C     | C Jr. | 267     | 18º   | 2º         |
| 1996 | Team Bigazzi Team BMW Motorsport       | Jacques Laffite Marc Duez         | McLaren F1 GTR | GT1   | 318     | 11º   | 9º         |
| 1997 | Team BMW Motorsport BMW Team Schnitzer | J. J. Lehto Nelson Piquet         | McLaren F1 GTR | GT1   | 236     | DNF   | DNF        |
| 1998 | Team BMW Motorsport                    | Hans-Joachim Stuck Tom Kristensen | BMW V12 LM     | LMP1  | 60      | DNF   | DNF        |
| 1999 | Price+Bscher                           | Thomas Bscher Bill Auberlen       | BMW V12 LM     | LMP   | 345     | 5º    | 4º         |